# ديف شارب
ديف شارب (بالإنجليزية: Dave Sharp)‏ هو عازف قيثارة بريطاني، ولد في 28 يناير 1959.

## وصلات خارجية
- الموقع الرسمي
- ديف شارب على موقع ميوزك برينز (الإنجليزية)
- ديف شارب على موقع ديسكوغز (الإنجليزية)